# تافلوپروست
تافلوپروست (انگلیسی: Tafluprost) (نام‌های تجاری Taflotan توسط Santen Pharmaceutical و Zioptan توسط مرک در ایالات متحده) یک آنالوگ پروستاگلاندین است. این دارو به صورت موضعی (به عنوان قطره چشم) برای کنترل پیشرفت گلوکوم با زاویه باز و در مدیریت فشار خون بالا به تنهایی یا همراه با سایر داروها استفاده می‌شود. با افزایش خروج مایع آبی از چشم، فشار داخل چشم را کاهش می‌دهد.

## اثرات نامطلوب
شایع‌ترین عارضه جانبی، پرخونی ملتحمه است که در ۴ تا ۲۰ درصد بیماران رخ می‌دهد.  عوارض جانبی کمتر رایج شامل سوزش چشم، سردرد و عفونت‌های تنفسی است. عوارض جانبی نادر عبارتند از: تنگی نفس (مشکلات تنفسی)، بدتر شدن آسم، و ادم ماکولا.

## تداخل
داروهای ضد التهابی غیراستروئیدی (NSAIDs) می‌توانند اثر تافلوپروست را کاهش یا افزایش دهند. قطره چشمی تیمولول، یک نوع رایج داروی گلوکوم، با این دارو تداخل منفی ندارد.
هیچ تداخلی با داروهای سیستمیک (به عنوان مثال خوراکی) انتظار نمی‌رود زیرا تافلوپروست به غلظت‌های مربوطه در جریان خون نمی‌رسد.

## فارماکولوژی
تافلوپروست یک پیش‌داروی ماده فعال، اسید تافلوپروست، یک آنالوگ ساختاری و عملکردی پروستاگلاندین F2α (PGF2α) است. اسید تافلوپروست یک آگونیست انتخابی در گیرنده پروستاگلاندین F است که خروج مایع آبی از چشم را افزایش می‌دهد و در نتیجه فشار درون چشم را کاهش می‌دهد.
سایر آنالوگ‌های PGF2α با مکانیسم مشابه شامل لاتانوپروست و تراووپروست هستند.